# كأس ديفيز 2019
كأس ديفيز 2019 هو الموسم 108 من  كأس ديفيز. أشرف على تنظيمه الاتحاد الدولي لكرة المضرب.